# ほうれんそうマン
『ほうれんそうマン』は、ポプラ社から出版されている、みづしま志穂と原ゆたかの児童書シリーズとその中に登場するヒーローの名前。

## 作品の概要
本シリーズに登場するキャラクターのほとんどは動物を擬人化したものであり、主人公のブタの小学生・ポイポイが、ほうれんそうマンに変身してゾロリのいたずらから友達を守って活躍する物語である。
現在同社から出版されている児童書シリーズ『かいけつゾロリ』は原ゆたかによる本作のスピンオフ作品にあたり、一部のキャラクター（ゾロリとゾロリママとようかい学校の先生）が共通しているが、設定は微妙に異なる。
『かいけつゾロリ』のテレビアニメでは本作品での設定は最初から無かったことになっている。

## 登場キャラクター
ポイポイ（ほうれんそうマン）
本シリーズ主人公のブタの男の子。普段は冴えないものの心優しい小学生だが、ピンチになるとほうれん草を食べてパワーアップ、ほうれんそうマンに変身する。ほうれんそうマンのコスチュームは、青いパンツ、ほうれん草マークの描かれたオレンジ色のシャツ、ほうれん草のマント（第一巻の「へんしーんほうれんそうマン」のみ麦藁帽子を被っている）で、空を飛ぶことも可能。運動能力もポイポイのときより強化されている。すみれちゃんというガールフレンドがいる。お化けと妖怪が大の苦手。
ゾロリ（かいけつゾロリ）
本シリーズでは敵役のキツネ。怪傑ゾロ風のコスチュームに身をつつみポイポイたちにいたずらをしかけたり、発明品を使って彼らを度々妨害するが、間抜けで優柔不断なところがあるため全て失敗に終わっている。ずる賢く目的の為には暴力を振るったり他人を騙すなど手段を選ばないが、ほうれんそうマンに敗れた際に潔く敗北を認めたり、母親を慕って感謝を欠かさないなど根っからの悪人ではないことが分かる。また、妖怪たちからは「ゾロリ先生」と慕われている。
第一巻の「へんしーんほうれんそうマン」の冒頭で100歳の誕生日を迎えた事が描かれている。
ポイポイのガールフレンドのすみれちゃんに恋心を抱いていたが、最終巻ですみれちゃんがポイポイを選んだ事で自分の城を明け渡し、自身はいたずらの王者を目指す修行とお嫁さん探しのために放浪の旅に出る。
後の『かいけつゾロリ』シリーズでは主人公となる。なお、最終回を除いて『かいけつゾロリ』のような股旅姿では登場しない。
すみれちゃん
ポイポイの同級生かつガールフレンドでウサギの女の子。本シリーズのヒロイン。最終巻でゾロリが作った牧師ロボットに洗脳されゾロリに告白しそうになるが、自らの意思で「ほうれんそうマン（ポイポイ）が好き」だと断言する。
シマオ
ポイポイの同級生でトラの男の子。体が大きい。
イヌジ
ポイポイの同級生でイヌの男の子。くいしんぼうで好き嫌いがないのか、唯一激辛ケーキを食べ切ったことがあるが、満足気な顔で2回火を吐いた。
ポンチ
ポイポイの同級生でタヌキの男の子。泳げない。
さゆり先生
ポイポイのクラスの担任の先生。薔薇のように美しい。ようかいじまのドッカン火山に数の数え方がわからない際に教えるなど面倒見も良い。焼きいもとたこ焼き、羊羮が大好物。
ゾロリーヌ（ゾロリママ）
ゾロリの母親で故人。ゾロリが子供の頃に亡くなっている。100歳をこえても優柔不断で頼りないゾロリを幽霊として陰ながら見守っている。
妖怪学校の先生
妖怪学校の教師。「ようかいじま」で初登場。ゾロリを「先生」と呼び慕っており、教え子の妖怪たちと共にゾロリの悪事に協力する。
水妖怪、芋妖怪、蛸妖怪
妖怪学校の落ちこぼれ生徒。「ようかいじま」で初登場。

## 『かいけつゾロリ』と異なる設定
ゾロリが変身・変装する時
『ほうれんそうマン』では「ゾロリ ゾロゾロ ナム ゾロリ トワッチ」もしくは「ナムナムゾロリ、ナムゾロリ、トイッ!」と言って変身した。『かいけつゾロリ』ではそう言った台詞は無く、変装となっている。
ゾロリママの死亡時期
『ほうれんそうマン』ではゾロリが3歳の時に死亡したが、『かいけつゾロリ』ではゾロリが小学一年生の時点でまだ生きている。
ゾロリ一家が住んでいた家
『ほうれんそうマン』では大きな城、『かいけつゾロリ』では小さな一軒家となっている。
ゾロリママの性格
『ほうれんそうマン』では幽霊となってゾロリの悪事を応援しているが、『かいけつゾロリ』では良き母親としてゾロリの旅を応援している。しかし、悪事を働いていることは知らないが、度が過ぎたイタズラをしでかした場合は読者に謝罪している。ただし、アニメ版の『かいけつゾロリ』では息子のイタズラ修行を応援している。

## 作品
1. へんし〜んほうれんそうマン（1984年11月発売、ISBN 4-591-01587-4）
2. ほうれんそうマンよいこの1年生（1985年3月発売、ISBN 4-591-01811-3）
3. ほうれんそうマンのおばけやしき（1985年7月発売、ISBN 4-591-02021-5）
4. ほうれんそうマンのじどうしゃレース（1985年12月発売、ISBN 4-591-02148-3）
5. ほうれんそうマンのようかいじま（1986年7月発売、ISBN 4-591-02289-7）
6. ほうれんそうマンのようかいがっこう（1987年2月発売、ISBN 4-591-02384-2）※『ようかいじま』からの続き
7. ほうれんそうマンのゆうれいじょう（1987年6月発売、ISBN 4-591-02507-1）（最終巻）